# I'll Be Lovin' U Long Time
«I'll be lovin' u long time» (en español: Estaré queriéndote mucho tiempo) es una canción escrita por la cantante Mariah Carey, Aldrin "DJ Toomp" Davis, Mark DeBarge, Johnson y Etterlene Jordan; grabada por Carey en su undécimo álbum de estudio E=MC².  La canción se lanzó cómo tercer sencillo del álbum a principios de junio de 2008. También se lanzó un videoclip filmado en Hawái a mediados de junio. 

## Descripción
“I'll be lovin' u long time” es una canción de medio tiempo que utiliza un sample (muestra) de la canción "Stay with Me" de la banda de R&B DeBarge y recuerda al tema musical de la serie Hill Street Blues. La frase love you long time fue usada por primera vez por Da Nang en la película Full Metal Jacket y posteriormente fue usada por la banda de rap, 2 Live Crew, en su canción "Me So Horny"; pero a diferencia de las dos versiones anteriores, Carey corrigió la gramática, por lo que se pueden apreciar cambios notables en su versión. 

## Críticas y revisiones
La canción recibió críticas mixtas:
- Los Angeles Times dio una crítica bastante mala a "I'll Be Lovin' U Long Time" diciendo que "su interpretación es tan directa, subestimada y sin glamour es casi chocante, es cómo ver a una diva sin maquillaje".[1]

- Fox News Channel dijo que "es casi seguro número uno, en mi opinión otro para añadir a la larga cadena de Carey "I'll Be Lovin' U A Long Time" con la producción basada en el sample de DeBarge con el estilo de Hill Street Blues añade lo suficiente para lograr lo más difícil: ser un éxito aplastante en las radio emisoras.[2]

- La revista Us Weekly "La juguetona "Touch My Body" ha dominado las listas y la soul-influenciada "I'll Be Lovin' U Long Time" probablemente siga con el éxito.[3]

- FourFour dijo que "temas con "That Chick" y "I'll Be Lovin' U Long Time" son euforia sónica, las más limpias de toda su carrera".[4]

- Allmusic dijo que “I’ll Be Lovin’ U Long Time” tiene una ligereza que gran parte de E=MC² carece.[5]

## Promoción
Carey ya comenzó la promoción de "I'll Be Lovin' U Long Time". El 31 de mayo Mariah cantó la canción en vivo en los MTV Video Awards del 2008 en Japón. La canción también fue el tema musical de la transmisión televisiva del juego de béisbol japonés al que Mariah asistió el 28 de mayo.  "I'll Be Lovin' U Long Time" se escucha casi en su totalidad al final en los créditos de la película You Don't Mess with the Zohan, publicada el 6 de junio del 2008.

## Vídeo musical
Después de que sus actividades de promoción terminaron en Japón, Carey voló a Hawái para rodar el videoclip de "I'll Be Lovin' U Long Time". El vídeo se lanzó oficialmente el 3 de julio del 2008 en Yahoo! Music y en él se puede ver a Mariah y al rapero T.I..El vídeo comienza con Mariah nadando bajo el agua con un delfín. A continuación, se muestran clips cortos de T.I. La siguiente escena, en el que comienza el primer verso, muestra a Mariah dentro de una casa cantando.La siguiente parte muestra a Mariah acostada en una playa en un bikini amarillo. La siguiente escena, que es también el siguiente ver, ve a Mariah en un bikini negro contra una gran roca cantando. La siguiente escena muestra al rapero T.I. en una zona arbolada cantando su verso de la canción. La escena final muestra a Mariah de nuevo en un bikini negro, sentada en el agua realizando la última sección de la canción. El video finaliza mostrando a Mariah nadando con delfines y también muestra a Mariah cantando frente la roca y un hermoso atardecer.

## Versiones oficiales
- Album Version (3:01)
- Main Version (3:11)
- Instrumental (3:10)
- Intro Version (3:54)
- Remix con T.I. (3:50)

## Posicionamiento
| Listas (2008)           | Posiciones |
| ----------------------- | ---------- |
| EE.UU Billboard Hot 100 | 58         |